# Shadow and Bone (série de televisão)
Shadow and Bone (Sombra e Ossos) é uma série de televisão de fantasia criada por Eric Heisserer e produzida pela 21 Laps Entertainment para a Netflix, lançada em 23 de abril de 2021. É baseada em duas séries de livros do Grishaverso da autora americana Leigh Bardugo: sua trilogia, a primeira delas Shadow and Bone (2012); e a duologia que começa com Six of Crows (2015). Todos os oito episódios da primeira temporada estrearam em 23 de abril de 2021, adaptando de Shadow and Bone e com um enredo original apresentando os Crows (Corvos). Em junho de 2021, a série foi renovada para uma segunda temporada também composta por oito episódios, adaptando Siege and Storm (2013) e outro enredo original com os Corvos.

## Premissa
Em um mundo dividido em dois por uma barreira maciça de escuridão perpétua, onde criaturas sobrenaturais festejam em carne humana, uma jovem soldada descobre um poder que pode finalmente unir seu país. Mas enquanto ela luta para aprimorar seu poder, forças perigosas tramam contra ela. Bandidos, ladrões, assassinos e santos estão em guerra agora, e será preciso mais do que mágica para sobreviver.

## Elenco

### Principal
- Jessie Mei Li como Alina Starkov, uma órfã e ex-cartógrafa assistente do Corpo Real de Topógrafos do Primeiro Exército. Ela descobre que é a Conjuradora do Sol, uma rara Grisha com a habilidade de controlar a luz. Alina foi reimaginada como meia-Shu na série.
  - Kaylan Teague como Alina (criança)
- Archie Renaux como Malyen "Mal" Oretsev, um órfão rastreador no Primeiro Exército e melhor amigo de infância de Alina.
  - Cody Molko como Mal (criança)
- Freddy Carter como Kaz Brekker, líder dos Corvos, conhecido como Dirtyhands (Mãos Sujas) e Bastard of the Barrel (Bastardo do Barril).
- Amita Suman como Inej Ghafa, membro dos Corvos, conhecida como Wraith.
- Kit Young como Jesper Fahey, membro dos Corvos, um atirador habilidoso.
- Ben Barnes como General Aleksander Kirigan / The Darkling, general do Segundo Exército e Conjurador das Sombras.
- Zoë Wanamaker como Baghra, treinadora Grisha de Alina.

### Recorrente
- Sujaya Dasgupta como Zoya, uma Squaller (Conjuradora do Vento), que se interessa por Mal e tem ciúmes de Alina.
- Simon Sears como Ivan, um Heartrender, que serve ao General Kirigan.
- Howard Charles como Arken, the Conductor (o Condutor), que contrabandeia pessoas pela Dobra.
- Julian Kostov como Fedyor, um Heartrender, que serve ao General Kirigan.
- Danielle Galligan como Nina Zenik, uma Heartrender, que é levada em cativeiro por Fjerdans.
- Calahan Skogman como Matthias, um Fjerdan Drüskelle (caçador de bruxas), que participa da captura de Nina.
- Daisy Head como Genya Safin, a única Grisha Alfaite conhecida, que faz amizade com Alina.
- Kevin Eldon como The Apparat, o conselheiro espiritual do Rei de Ravka.
- Jasmine Blackborow como Marie, uma Infernal (Conjuradora do Fogo), que faz amizade com Alina
- Gabrielle Brooks como Nadia, uma Squaller (Conjuradora do Vento), que também faz amizade com Alina.
- Luke Pasqualino como David Kostyk, um Durast, ele fabrica armas e outros dispositivos para os Grishas.

## Episódios
| Temporada | Temporada | Episódios | Episódios | Originalmente exibido | Originalmente exibido |
| Temporada | Temporada | Episódios | Episódios | Estreia da temporada  | Final da temporada    |
| --------- | --------- | --------- | --------- | --------------------- | --------------------- |
|           | 1         | 8         | 8         | 23 de abril de 2021   | 23 de abril de 2021   |
|           | 2         | 8         | 8         | 16 de março de 2023   | 16 de março de 2023   |

### 1.ª Temporada (2021)
| N.º na série | N.º na temp. | Título                                                                 | Dirigido por       | Escrito por                      | Lançamento          |
| --- | ------------ | ---------------------------------------------------------------------- | ------------------ | -------------------------------- | ------------------- |
| 1 | 1            | "A Searing Burst of Light" "Uma explosão chamuscante de luz"           | Lee Toland Krieger | Eric Heisserer                   | 23 de abril de 2021 |
| Em Ravka Leste, Alina Starkov é uma cartógrafa que se reencontra com seu amigo de infância Malyen "Mal" Oretsev. Mal é escolhido para fazer parte da equipe que cruzará a Dobra, uma jornada extremamente perigosa, pois a Dobra está repleta de monstros voadores chamados Volcra. Não querendo se separar de Mal novamente, Alina queima os mapas para que os cartógrafos também tenham que cruzar. A equipe entra na Dobra assim que o General Kirigan, líder do Segundo Exército e o Conjurador das Sombras, chega ao acampamento. Pouco depois de entrar na Dobra, eles são atacados por Volcra. Alexei, outro cartógrafo, foge. Alina descobre suas habilidades como Conjuradora do Sol, deixando escapar involuntariamente uma explosão de luz para lutar contra os Volcra. Em Ketterdam, Kaz Brekker, Inej Ghafa e Jesper Fahey competem com o chefão da máfia Pekka Rollins por um trabalho que paga um milhão de kruge. Quando é descoberto que Dreesen primeiro precisa de um Heartrender, Kaz derrota Pekka ao único conhecido. Dreesen revela a Kaz que capturou Alexei. O Heartrender faz com que Alexei revele que Alina é uma Conjuradora do Sol, e Dreesen revela que sequestrar Alina é o objetivo. |              |                                                                        |                    |                                  |                     |
| 2 | 2            | "We're All Someone's Monster" "Todo mundo é o monstro de alguém"       | Lee Toland Krieger | Eric Heisserer                   | 23 de abril de 2021 |
| Em Ravka Leste, Alina é levada para Kirigan, que prova que ela é uma Conjuradora do Sol e ordena que ela seja levada para o Pequeno Palácio. No caminho, seu trem é emboscado por Fjerdan drüskelle (caçadores de Grishas). Vários Grishas são mortos, mas Kirigan a resgata e a acompanha até o Pequeno Palácio. Alina, com raiva por agora ser caçada pelo resto de sua vida, diz a Kirigan que deseja poder dar seu poder a alguém que o deseja. Em Ketterdam, Kaz é ameaçado por Pekka para lhe dar o emprego, mas Kaz se recusa. Inej é convocada por Tante Heleen, que dirige o bordel para o qual Inej foi vendida até que Kaz comprou seu contrato. Ele ainda deve algum dinheiro a Heleen por Inej, mas Heleen promete dar a liberdade a Inej se ela matar Arken, um traficante de humanos que está vendendo para bordéis rivais. Kaz descobre que um homem chamado Condutor está transportando pessoas pela Dobra, então descobre que Arken é o Condutor e Heleen o quer morto. Kaz impede Inej de matar Arken, então dá a Heleen seu clube como uma garantia aceitável e promete pagar sua dívida por Inej assim que ele terminar o objetivo. |              |                                                                        |                    |                                  |                     |
| 3 | 3            | "The Making at the Heart of the World" "A criação no coração do mundo" | Dan Liu            | Daegan Fryklind                  | 23 de abril de 2021 |
| No Pequeno Palácio, Alina se encontra com uma Alfaiate, Genya Safin, e elas se preparam para encontrar com o rei Pytor e a corte. No tribunal, Alina surpreende a todos com suas habilidades, que são amplificadas pelo toque de Kirigan. O rei dá permissão para que Alina seja treinada, mas insiste que isso seja feito rapidamente, já que a Ravka Ocidental está cada vez mais lutando pela independência. Depois de fazer amizade com dois Grishas, Alina luta com Zoya Nazyalensky, que está com ciúmes da atenção que Alina está recebendo (especialmente de Kirigan). Na biblioteca, Alina encontra o Apparat, que lhe conta sobre o cervo com que Alina sonha e sobre amplificadores; animais que os Grishas mataram para aumentar seu próprio poder. Alina então conhece Baghra, uma treinadora Grisha que não se impressiona com as habilidades de Alina. Ela diz a Alina para voltar quando ela acreditar em si mesma. Enquanto isso, Kaz, Jesper, Inej e Arken são forçados a viajar para o Pequeno Palácio sem Nina Zenik, uma Heartrender que concordou em contrabandear eles, já que ela foi capturada por drüskelle. Com menos de quatro libras do carvão necessário, eles se atrevem a fazer a viagem de trem pela Dobra. Eles são atacados por Volcra, mas Jesper usa suas habilidades de pontaria para passar com segurança. Em um navio, Nina é acorrentada pela drüskelle que a capturou e disse que ela será julgada por bruxaria em Fjerda.                                                     |              |                                                                        |                    |                                  |                     |
| 4 | 4            | "Otkazat'sya"                                                          | Dan Liu            | Vanya Asher                      | 23 de abril de 2021 |
| Alina vai cavalgar com Kirigan, que decide que os dois se tratem pelo primeiro nome e pede que ela o chame de Aleksander. Ele fala sobre como se sentia um estranho quando criança por ser descendente do Herege Negro (o Grisha que criou a Dobra), e Alina percebe o quanto ele precisa dela. Baghra mostra a Alina que ela está se segurando por Mal, mas precisa se concentrar em si mesma se quiser dominar seus poderes. Alina fica desanimada porque Mal ainda não respondeu às suas cartas e, após outro encontro com Kirigan, finalmente coloca a si mesma como Grisha em primeiro lugar e faz um verdadeiro progresso com seu poder. Enquanto isso, Mal se ofereceu como voluntário para uma missão para encontrar o cervo com que Alina sempre sonhou; o lendário Cervo de Morozova é, segundo rumores, o amplificador Grisha mais poderoso do mundo, poderoso o suficiente para tornar Alina capaz de destruir a Dobra. A recompensa por encontrar o Cervo é uma visita ao Pequeno Palácio. Sua equipe é emboscada por Fjerdans, e Mal sobrevive sozinho. Ele então vê o Cervo e jura se reunir com Alina. Os Corvos e Arken roubam as plantas do Pequeno Palácio e se juntam a uma trupe de artistas viajantes que se apresentarão no Pequeno Palácio para a Festa de Inverno. O navio que transportava Nina atinge uma forte tempestade. Kirigan envia Fedyor para encontrar Nina, pois ela não fez check-in recentemente.                                                                                 |              |                                                                        |                    |                                  |                     |
| 5 | 5            | "Show Me Who You Are" "Me mostre quem você é"                          | Mairzee Almas      | M. Scott Veach & Nick Culbertson | 23 de abril de 2021 |
| O Pequeno Palácio planeja exibir Alina como a Conjuradora do Sol na Festa do Inverno. Kaz, Inej, Jesper e Arken se infiltram no Palácio para sequestrar Alina. Mal, ferido por Fjerdans, vai até um acampamento do Primeiro Exército e diz que encontrou o Cervo. Junto com um general do Primeiro Exército, ele viaja para o Pequeno Palácio para contar diretamente a Kirigan. A guarda do palácio inicialmente reluta em deixar Mal entrar, acreditando que o Cervo é um mito, mas cede e acompanha Mal até o quarto de Kirigan. Kirigan pede a Mal para mostrar a ele exatamente onde ele encontrou o Cervo. Mal, no entanto, se recusa, exigindo ver Alina primeiro. Kirigan fica com raiva, mas eventualmente concorda em permitir que os dois se encontrem mais tarde. Baghra envia um guarda para trazer Mal para sua cabana, onde o guarda tenta matar Mal para que ele não possa contar a Kirigan onde o Cervo está. Kirigan e Alina se beijam após o evento, mas são interrompidos quando Arken ataca uma isca, acreditando ser Alina. Baghra diz a Alina que Kirigan não quer destruir a Dobra, mas usá-la como uma arma, e que Alina precisa fugir do Pequeno Palácio. Alina tenta fazer isso subindo na carruagem dos Corvos. Mal escapa do palácio e foge para a floresta. Baghra é revelada como a mãe de Kirigan que não quer que ele encontre o Cervo. |              |                                                                        |                    |                                  |                     |
| 6 | 6            | "The Heart Is An Arrow" "O coração é uma flecha"                       | Mairzee Almas      | Shelley Meals                    | 23 de abril de 2021 |
| Arken é capturado e interrogado após a tentativa de sequestro de Alina, que sai pela culatra, e ele é morto por Kirigan. Alina desce da carruagem, mas os Corvos não conseguem segurá-la; ela cega Kaz e Jesper com sua luz, e Inej deliberadamente a deixa ir, acreditando que ela seja uma Santa viva. Alina é reconhecida como Shu por alguns habitantes da cidade e é perseguida até uma floresta, onde ela se reúne com Mal e os dois a alcançam. Depois de aprender sobre o Cervo com Mal, Alina percebe que deve chegar até ele antes de Kirigan, então ela e Mal seguem seu caminho para o norte. O navio drüskelle afunda durante uma tempestade e Nina é forçada a trabalhar com um dos drüskelle, Matthias, para sobreviver. À medida que viajam juntos, eles começam a se unir. |              |                                                                        |                    |                                  |                     |
| 7 | 7            | "The Unsea" "O Não Mar"                                                | Jeremy Webb        | Christina Strain                 | 23 de abril de 2021 |
| Alina e Mal encontram o Cervo. Em vez de matá-lo, Alina compartilha um momento com o Cervo e planeja deixá-lo ir, até que Kirigan aparece e o mata ele mesmo. Ele fere Mal e manda David inserir partes dos chifres do cervo no colarinho de Alina, bem como um pedaço em sua própria mão. Kirigan mostra a Alina que ele agora pode controlar seu poder e a levará para a Dobra. Ele diz a ela que vai curar Mal se ela obedecer. No acampamento perto da Dobra, Genya se reúne com Alina para deixá-la pronta para um evento que Kirigan está realizando; ele vai levar alguns nobres pela Dobra e mostrar a eles o poder recém-descoberto dele e de Alina. Alina percebe que Genya estava interceptando as cartas dela e de Mal. Kaz, Inej e Jesper encontram uma maneira de voltar através da Dobra, depois que o trem que eles pegaram com Arken explodiu. |              |                                                                        |                    |                                  |                     |
| 8 | 8            | "No Mourners" "Sem luto"                                               | Jeremy Webb        | Eric Heisserer & Daegan Fryklind | 23 de abril de 2021 |
| Nina e Matthias chegam com segurança a uma cidade, mas são confrontados por Fedyor. Para salvar sua vida, Nina declara Matthias um traficante de escravos para que ele seja preso em vez de ser capturado por Feydor. Despertando preso, Matthias acredita erroneamente que Nina o manipulou e o traiu. Quando o navio que cruza a Dobra começa sua jornada, Alina usa seus poderes para protegê-lo com um túnel de luz, protegendo os passageiros do Volcra. No entanto, quando o navio chega ao outro lado, Kirigan expande a Dobra em direção a Ravka Oeste, oprimindo-o e destruindo uma rebelião crescente lá. Nos conveses inferiores, Kaz e os outros descobrem que Mal se esgueirou a bordo e eles traçam um plano, mas Mal se move precipitadamente contra Kirigan e é mantido sob a mira de uma arma, fazendo com que os Corvos avancem. Zoya, testemunhando o que Kirigan fez a Ravka Oeste, se volta contra Kirigan e começa a conduzir o navio pela Dobra. Alina se liberta do controle de Kirigan cortando o chifre de sua mão e, com a ajuda dos Corvos, derrota as forças de Kirigan. Mal luta com Kirigan, mas Kirigan é repentinamente arrastado por Volcra. Zoya, Alina e Mal, junto com os Corvos, deixam a Dobra, sendo os únicos sobreviventes, e decidem seguir caminhos separados. A gangue de Kaz encontra Nina no esquife voltando para Ketterdam. Alina vai com Mal no esquife também, para continuar aprendendo a usar seus poderes. Kirigan, completamente ferido, é visto saindo da Dobra. |              |                                                                        |                    |                                  |                     |

### 2.ª Temporada (2023)
| N.º na série | N.º na temp. | Título                                                                | Dirigido por  | Escrito por                  | Lançamento          |
| ------------ | ------------ | --------------------------------------------------------------------- | ------------- | ---------------------------- | ------------------- |
| 9            | 1            | "No Shelter But Me" "Nenhum outro abrigo além de mim"                 | Bola Ogun     | Eric Heisserer               | 16 de março de 2023 |
| 10           | 2            | "Rusalye"                                                             | Bola Ogun     | Nick Culbertson              | 16 de março de 2023 |
| 11           | 3            | "Like Calls to Like" "Pessoas iguais se atraem"                       | Laura Belsey  | Donna Thorland               | 16 de março de 2023 |
| 12           | 4            | "Every Monstrous Thing" "Todas as coisas monstruosas"                 | Laura Belsey  | Shelley Meals                | 16 de março de 2023 |
| 13           | 5            | "Yuyeh Sesh (Despise Your Heart)" "Yuyeh Sesh (Despreze seu coração)" | Karen Gaviola | Christina Strain             | 16 de março de 2023 |
| 14           | 6            | "Ni Weh Sesh (I Have No Heart)" "Ni Weh Sesh (Eu não tenho coração)"  | Karen Gaviola | Daegan Fryklind              | 16 de março de 2023 |
| 15           | 7            | "Meet You in the Meadow" "Te encontro na pradaria"                    | Mairzee Almas | Vanya Asher                  | 16 de março de 2023 |
| 16           | 8            | "No Funerals" "Sem funerais"                                          | Mairzee Almas | Eric Heisserer & Erin Conley | 16 de março de 2023 |

## Produção

### Desenvolvimento
Em janeiro de 2019, foi anunciado que a Netflix havia dado à produção um pedido de série para uma primeira temporada de oito episódios com Eric Heisserer como showrunner, criador, roteirista principal e produtor executivo. O projeto se enquadra na parceria entre a Netflix e a 21 Laps Entertainment com a produção executiva de Shawn Levy. Também definida como produtores executivos estão a própria Leigh Bardugo, bem como Pouya Shahbazian, Dan Levine, Dan Cohen e Josh Barry. A autora Leigh Bardugo e o criador da série, Eric Heisserer, discutiram suas expectativas para as temporadas futuras da série, bem como possíveis spin-offs. Em junho de 2021, a série foi renovada para uma segunda temporada de 8 episódios.

### Seleção de elenco
A seleção de elenco começou em abril de 2019 com testes para Alina. Em 2 de outubro de 2019, foi anunciado que Lee Toland Krieger iria dirigir o piloto com Jessie Mei Li, Ben Barnes, Freddy Carter, Archie Renaux, Amita Suman e Kit Young estrelando.  Sujaya Dasgupta, Danielle Galligan, Daisy Head e Simon Sears também apareceriam. A segunda rodada de elenco foi anunciada em 18 de dezembro de 2019 com Calahan Skogman, Zoë Wanamaker, Kevin Eldon, Julian Kostov, Luke Pasqualino, Jasmine Blackborow e Gabrielle Brooks no elenco recorrente. Personagens proeminentes do livro, Nikolai Lantsov e Wylan Van Eck, não apareceram na primeira temporada, mas será introduzido na segunda. A autora da série de livros, Leigh Bardugo apareceu como uma Materalki Durast no episódio 3.

### Filmagens

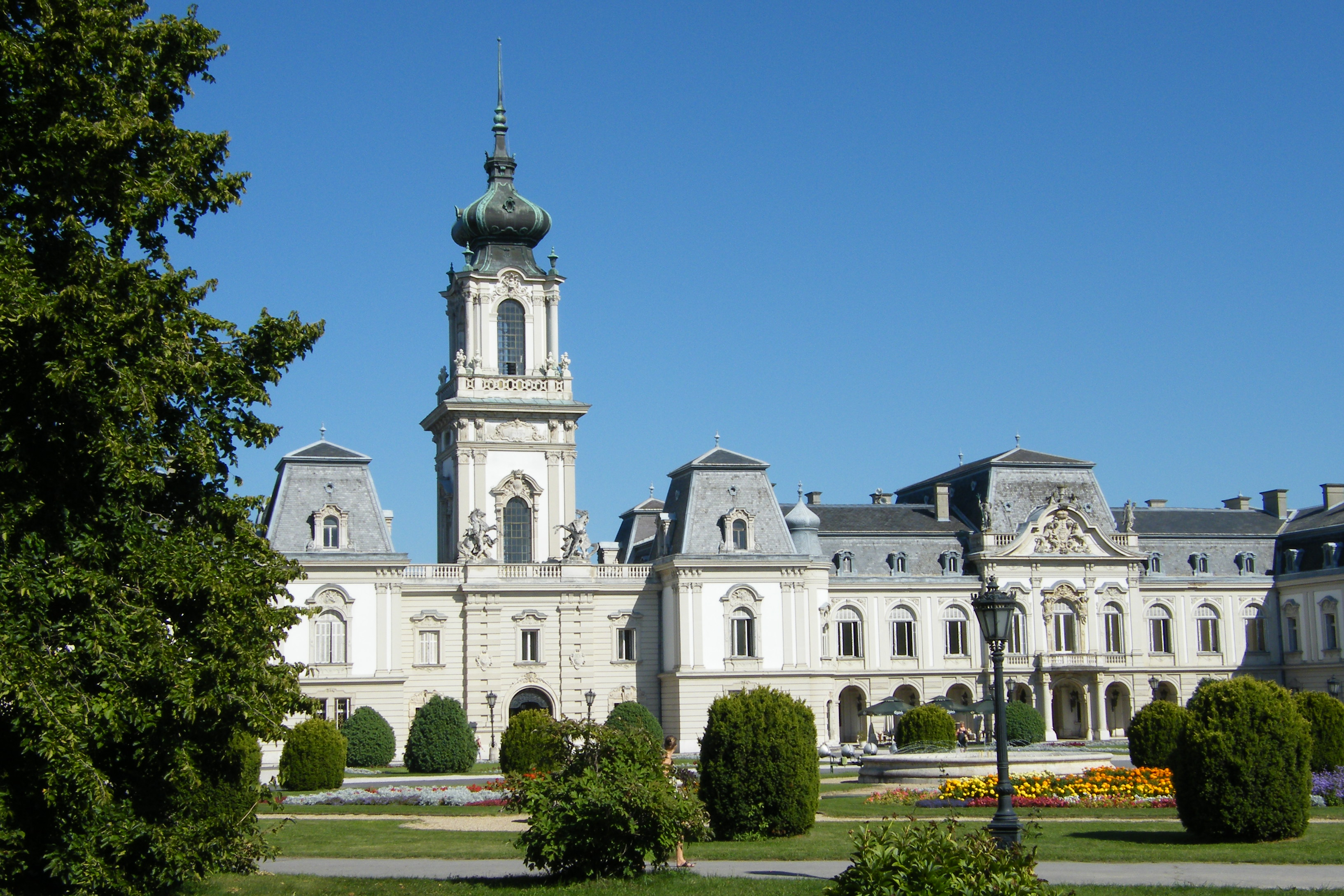
O Palácio dos Festetics é usado como o Pequeno Palácio na série.

As filmagens da primeira temporada começaram em locações em Budapeste e em torno de Keszthely (Palácio dos Festetics), Hungria em outubro de 2019 e foram encerradas no final de fevereiro de 2020, com a pós-produção seguinte. Filmagens adicionais aconteceram em Vancouver. Bardugo relatou por meio do Twitter em junho de 2020 que trabalhar remotamente devido à pandemia de COVID-19 havia desacelerado a pós-produção, tornando a data de lançamento incerta.

### Música
Joseph Trapanese é o compositor da série. Heisserer e Bardugo apareceram em um painel na New York Comic Con em outubro de 2020, durante a qual eles tocaram algumas das partituras. O produtor executivo Josh Barry relatou em 16 de dezembro de 2020 que a mixagem de som final estava completa.
Trapanese escreveu a partitura em 11 meses. Em uma entrevista para o AwardsDaily, ele explicou como ele colocou tudo junto, entre conduzir uma orquestra no Zoom e incorporar gravações solo. A música russa e eslava forneceram a base da inspiração da partitura, Bardugo citando Sergei Prokofiev e as canções folclóricas como exemplos específicos. Além disso, foram utilizados elementos de outras tradições musicais, como o gamelão.

### Linguagens
David J. Peterson e Christian Thalmann estão por trás das linguagens fictícias do Grishaverso.

## Marketing
A Netflix lançou um teaser de anúncio em dezembro de 2020, seguido por fotos promocionais através da Entertainment Weekly, bem como pôsteres dos personagens principais em janeiro de 2021. Bardugo, Heisserer e os seis membros do elenco principal apareceram em um painel no IGN Fan Fest em fevereiro de 2021, durante o qual um teaser trailer foi lançado, além de mais fotos. A Netflix também postou um pôster com a Dobra das Sombras no dia anterior. O trailer oficial foi lançado em 30 de março de 2021 pela Netflix, após ter vazado anteriormente.

## Lançamento
Bardugo respondeu em uma entrevista de novembro de 2019 ao SensaCine que a série deveria ser lançada no final de 2020. A série foi lançada em 23 de abril de 2021 na Netflix. Em 24 de abril de 2021, a Netflix lançou um aftershow para a série no serviço, intitulado Shadow and Bone – The Afterparty.

## Recepção

### Audiência
A Netflix revelou junto com o anúncio da renovação da segunda temporada que 55 milhões de lares assistiram à primeira temporada em seus primeiros 28 dias de disponibilidade.

### Resposta da crítica
Shadow and Bone recebeu críticas positivas dos críticos. O Rotten Tomatoes relatou uma taxa de aprovação de 88% com base em 72 avaliações, com uma classificação média de 7,19/10. O consenso dos críticos do site diz: "De fantasias lindas a impressionantes—embora intimidantes—construção de mundos, Shadow and Bone é certamente tão meticuloso quanto seu material de origem, mas ao se envolver em histórias inesperadas, ele expande o escopo do romance para criar uma nova aventura emocionante para fãs e novatos." O Metacritic deu à série uma pontuação média ponderada de 69 de 100 com base em 20 avaliações, indicando "avaliações geralmente favoráveis". Escrevendo para a Empire, Ben Travis deu à primeira temporada 3 de 5 estrelas, dizendo, "Shadow and Bone continua atraente enquanto incumbe os espectadores de entender a terminologia Grisha por si mesmos, mostrando ao invés de contando", mas notou semelhanças entre a série e Harry Potter, The Hunger Games e Game of Thrones e descreveu alguns elementos da série como sendo "excessivamente confusos". Ele concluiu que "Shadow and Bone o atrairá para a Dobra com sua envolvente dupla de liderança e construção de mundos". Nicole Clark, do IGN, escreveu que "a primeira temporada consegue capturar muito da magia negra... sem ter medo de fazer mudanças inteligentes nas histórias de origem de certos personagens e até mesmo na sequência de eventos—mesmo que os enredos das duas séries de livros nem sempre se encaixam facilmente." Molly Freeman, do Screen Rant, elogiou-a como uma "série de fantasia dramática super emocionante e excitante".
Escrevendo para a RogerEbert.com, Roxana Hadadi observou o uso de clichês na série encontrados na ficção literária que é focada no público juvenil, acrescentando: "A adaptação de Eric Heisserer transcende essa familiaridade graças ao comprometimento de um elenco perfeito, sequências de luta bem estilizadas e o desenvolvimento intencional de personagem faz com que essas relações pareçam cheias de nuances e carregadas de história". Ela concluiu: "No total, Shadow and Bone mantém um senso de lugar interior para os personagens que lidam com desenvolvimentos de enredo tão variados quanto a dinâmica de garotas mesquinhas, postura geopolítica e horror corporal, e a natureza bem equilibrada desta primeira emporada contribui para uma introdução promissora ao universo fantástico desta franquia."
Escrevendo para o The Daily Star, Yaameen Al-Muttaqi elogiou as mudanças feitas no material de origem, observando que "os anos adicionados à idade de cada personagem permitem que a série explore temas mais sombrios, como abuso, corrupção, propaganda, manipulação e tráfico humano sem quebrar a imersão do público ou forçar a barra, como é o caso de muitas adaptações para o público juvenil." Ele foi, no entanto, mais crítico das omissões feitas na construção do mundo, concluindo que "um bom número de coisas também são deixadas inexplicadas ou inexploradas na série, o que pode deixar confusos os espectadores que não leram os livros." Escrevendo para a Tell-Tale TV, Allison Nichols também observou que os telespectadores não familiarizados com o material de origem podem se sentir isolados quando a série "os lança em enredos que aparentemente não têm nada a ver com o enredo principal do programa — a jornada de Alina".

### Prêmios e indicações
| Ano  | Prêmio                   | Categoria                                           | Nomeado                    | Resultado | Ref.   |
| ---- | ------------------------ | --------------------------------------------------- | -------------------------- | --------- | ------ |
| 2021 | IFTA Film & Drama Awards | Melhor VFX                                          | Ed Bruce e Robert Hartigan | Indicado  | [ 39 ] |
| 2021 | Dragon Awards            | Melhor Série de TV de Ficção Científica ou Fantasia | Shadow and Bone            | Indicado  | [ 40 ] |